# The Mayor of 44th Street
The Mayor of 44th Street è un film statunitense del 1942 diretto da Alfred E. Green.
Nell'ambito dei Premi Oscar 1943 il film ha ricevuto una candidatura nella categoria "migliore canzone" per There's a Breeze on Lake Louise (musica di Harry Revel, testo di Mort Greene).